# Krümme

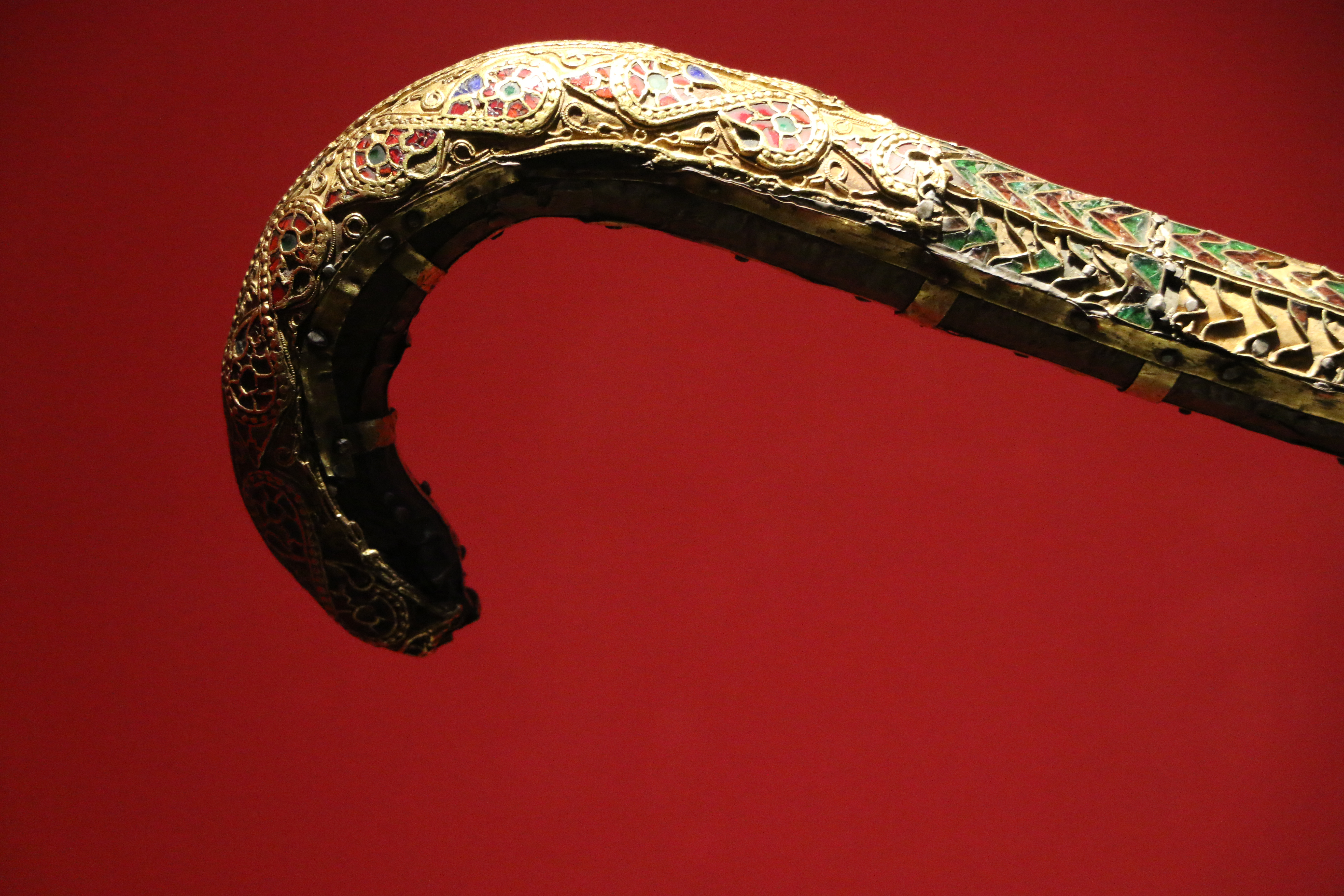
Abtsstab des hl. Germanus

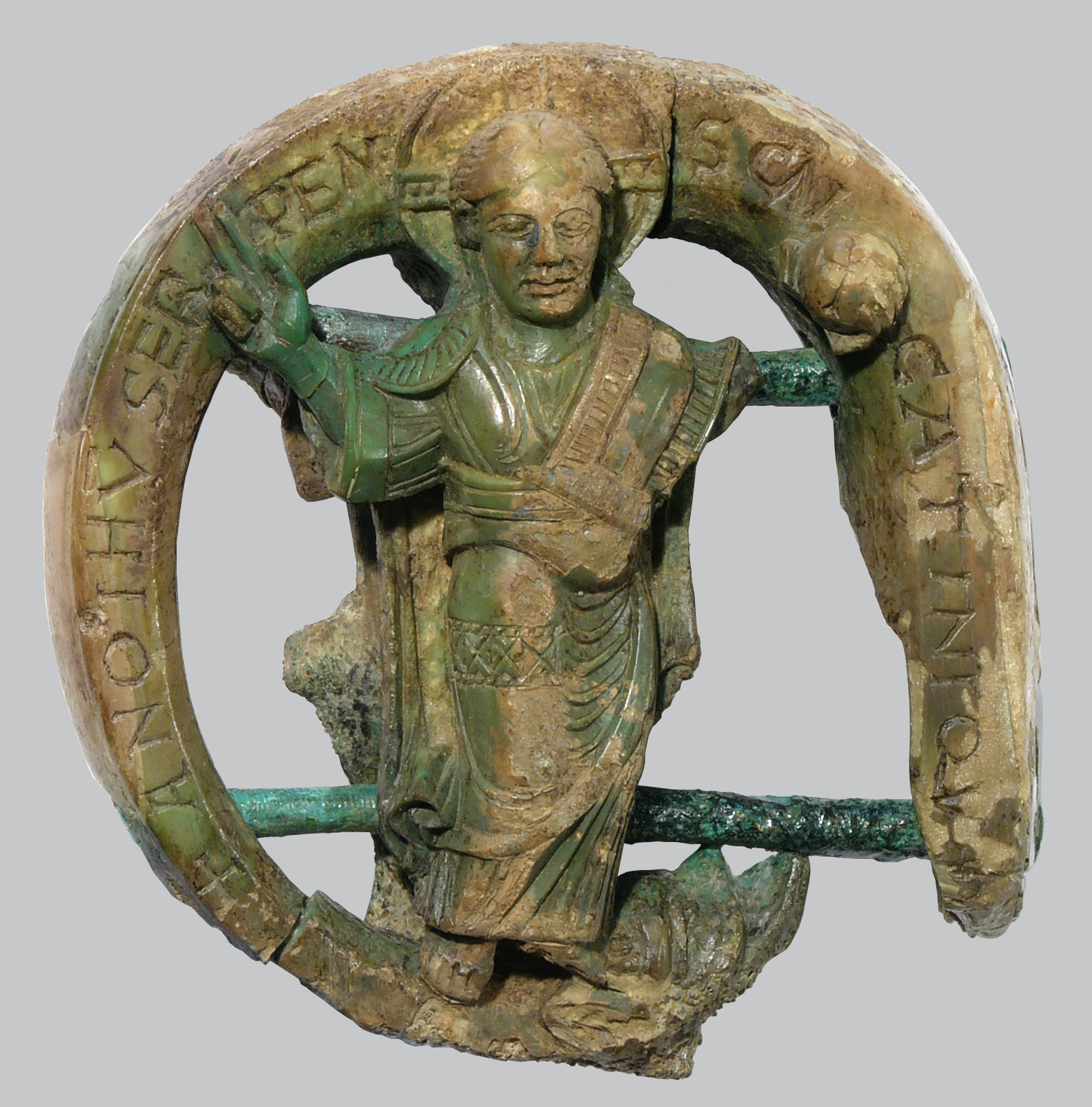
Krümme eines romanischen Bischofsstabs, Provinzial-Archäologisches Museum Ename, Belgien

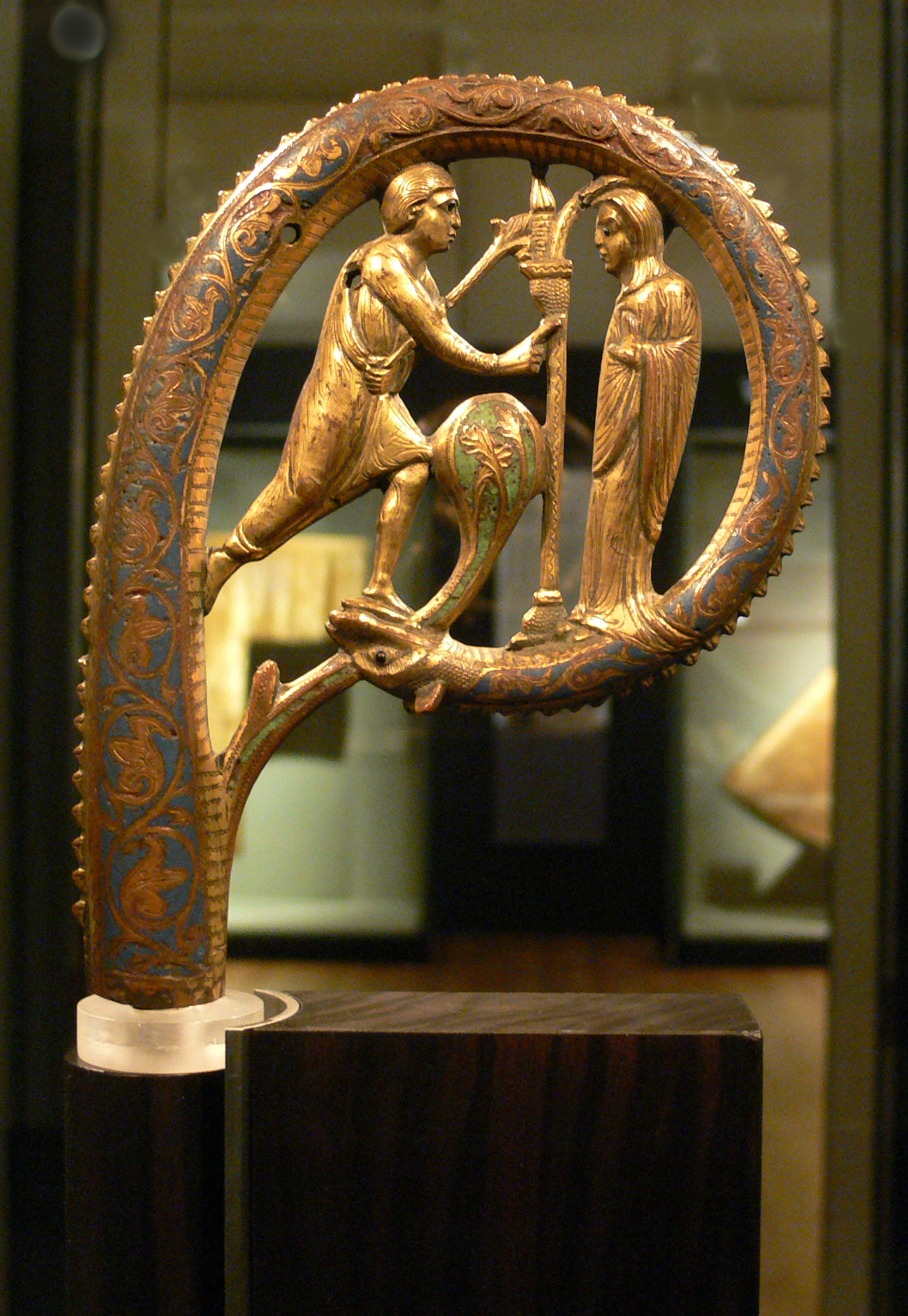
Krümme am sogenannten Stab des Heiligen Otto, 13. Jh., Kupfer vergoldet mit Emaileinlagen, Diözesanmuseum Bamberg

Die Krümme (auch lat. Curva, Curvatur oder Curvatura) ist der obere Teil eines Krummstabes.
Ursprung der Krümme sind wahrscheinlich die gekrümmten Stäbe irischer Mönche. Sie war zunächst, wie der Schaft des Stabes, aus Holz. Im 11. und 12. Jahrhundert sind die Krümmen gewöhnlich de osse, das heißt aus Elfenbein, Knochen oder Walrosszahn. Beim Erhardstab aus Niedermünster, der aus dem 12. Jahrhundert stammt, ist sie aus Büffelholz geschnitzt. Im Hildesheimer Dom existiert eine silberne Curva aus dem 11. Jahrhundert. Verzierungen sind unter anderem aus Email oder Kristall.
Die Form war zunächst ein einfacher Halbkreis, wie beim Abtstab des Heiligen Germanus aus dem späten 7. Jahrhundert, einem der ältesten erhaltenen Krummstäbe. Dieser biegt sich im Laufe der Zeit immer weiter ein, über eine komplette, in einer Spitze auslaufende Windung in karolingischer Zeit bis zu einer geschlossenen Volute. Diese wurde in vielfacher Weise verziert, mit Ornamentik, aber auch bildlichen Darstellungen. Beim Stab von Ekerö (Schweden) aus dem 8. Jahrhundert ist erstmals der Mittelpunkt der Volute über den Stab verlagert. In einer Aushöhlung der Krümme wurden gelegentlich Reliquien aufbewahrt. Meist trennt ein kugel- oder linsenförmiger Knauf den Schaft von der Krümme.
Eine im Dubliner Ringerike-Stil verzierte hölzerne Krümme wurde in der Fishamble Street, der ältesten Straße in Dublin, gefunden.